# Марчишина Буда
Марчишина Бу́да — село в Україні, у Свеській селищній громаді Шосткинського району Сумської області. Площа — 754,2 га. Населення становить 1161 особу. До 2020 орган місцевого самоврядування — Марчихинобудська сільська рада, до складу якої входили також села: Дем'янівка, Ломленка, Родіонівка, Руденка.

## Географія
Село Марчишина Буда знаходиться на березі річки Кочурівки, вище за течією на відстані 3 км розташоване село Дем'янівка, нижче за течією на відстані 1 км розташоване село Руденка. До села примикає великий лісовий масив (сосна, дуб).

## Назва
Село одержало назву від імені дружини литовського дворянина Марка Кімбери-Марчихи, яка займалась тут виваркою поташу, і смоли. Будами звались підприємства в лісі для добування цих речовин. З'єднання двох слів: Буда (підприємство) і Марчиха (по імені господарки) дало назву селу.

## Історія
Перша датована згадка про село належить до 1660 року.
З 1720 року в Марчихиній Буді оселилися старообрядники. З 1770 року діяли 2 православних храми — Миколаївський та Іванівський, які за часів радянської влади були зруйновані.
Напередодні реформи 1861 року в селі мешкало 4400 жителів, працював завод з виробництва олії, винокурня. У 1876 році було збудовано церковно-парафіяльну школу.
17 червня 1871 року ураган зруйнував дзвіницю Миколаївської церкви.
У 1917 році село входить до складу Української Народної Республіки.
Внаслідок поразки Перших визвольних змагань село надовго окуповане більшовицькими загарбниками.
У 1925 році в селі відкрито клуб і крамницю. У 1929 році було створено перший колгосп ім. Ворошилова.
В 1932–1933 селяни пережили голод
З Марчихинобудської сільради до лав Червоної Армії в ході німецько-радянської війни було примусово мобілізовано понад 900 чоловік, з яких 400 загинуло.
2 вересня 1943 року село було звільнене Червоною Армією. У центрі села споруджено Меморіальний комплекс на честь вояків Червоної Армії та загиблих земляків.
З 24 серпня 1991 року село входить до складу незалежної України.
5 червня 2025 року Постановою Верховної Ради України № 4483-ІХ «Про перейменування окремих населених пунктів, назви яких містять символіку російської імперської політики або не відповідають стандартам державної мови» село Марчихина Буда перейменовано на Марчишина Буда. 18 червня 2025 року перейменування набуло чинності.

## Сьогодення
На території сільської ради розташовані: загальноосвітня школа I—III ступенів, дитячий садок «Лелека», сільський будинок культури, сільська філія Ямпільської ЦБС, амбулаторія сімейної медицини, ТОВ «Твіст», ТОВ «Обрій», сільське споживче товариство, поштове відділення.

## Економіка
Шпагатна фабрика», єдине підприємством в Україні, яке виробляє шпагат з луб’яних культур та якісні мотузки.

## Цікаві факти
Легенда про Бездонну криницю
Недалеко від ставка «Радаково», який викопано в лісі за селом, є джерело з чистою прозорою водою. Колись там була криниця. Марчихинобудські сторожили розповідають ніби вона підземними рукавами сполучалась з Синьою криницею, що за селищем Свеса. А назву свою джерело отримало завдяки таким подіям.
Було то давно, ще тоді коли наші предки тільки почали заселяти Слобожанщину, переселяючись зі спустошеної і розореної Наддніпрянщини. У ті часи не було на тому місці ні ставка ні лісу, так пролісок. Якось їхав тим проліском козак, куди та звідки невідомо. День був спекотний і його мучила спрага. Побачив козак джерело з чистою водицею, так зрадів як дитина подарунку на Різдво. Зліз козак з коня, напився сам, напоїв коня та вже збирався їхати далі. А потім вирішив набрати у флягу води. Повернувся до джерела, тільки-но зачерпнув, як земля під ним обвалилася і пішов козак під воду разом з конем. Діти, що випасали корів недалеко побігли в село і покликали людей. Та скільки не намагалися витягнути козака, навіть дна не дістали. А через кілька днів кажуть виплив той козак у Чорному Морі. З тих пір і почали називати джерело Бездонною криницею. Хтозна, чи правда то, чи людський вимисел, але джерельце з чистою, холодною водою в Казенному лісі й досі називають Бездонною криницею.

## Відомі мешканці
В селі мешкав Дудка Никифор Єгорович (1865—?) — український лірник.

### Уродженці
- Решетников Федір Григорович — російський і радянський хімік, физікохімік і металург, доктор технічних наук, професор, Заслужений діяч науки і техніки, академік РАН (1992; член-кореспондент АН СРСР з 1974). Лауреат двох Державних премій СРСР.